# Bohr–Mollerups sats
Inom matematiken är Bohr–Mollerups sats, uppkallad efter de danska matematikerna Harald Bohr och Johannes Mollerup, en sats som karakteriserar gammafunktionen, definierad för x > 0 som
{\displaystyle \Gamma (x)=\int _{0}^{\infty }t^{x-1}e^{-t}\,dt}
Satsen säger att gammafunktionen är den enda funktionen f i intervallet x > 0 som har följande tre egenskaper:
- {\displaystyle f(1)=1,\,}
- {\displaystyle f(x+1)=xf(x){\text{ för }}x>0,\,} och
- f är logaritmiskt konvex.